# Neurotensine
Neurotensine is een uit 13 aminozuren bestaand neurotransmitterpeptide dat van invloed is op de regulering van luteïniserend hormoon (LH) en de afgifte van prolactine en heeft sterke koppeling met het dopaminerge systeem.  Neurotensine werd in 1973 als eerste geïsoleerd uit de hypothalamus van runderen.
Neurotensine is aanwezig in het centrale zenuwstelsel, waarbij in de hypothalamus, amygdala en de nucleus accumbens de hoogste niveaus gevonden worden. Neurotensine veroorzaakt analgesie, hypothermie en verhoogde bewegingsactiviteit. Neurotensine is ook betrokken bij de regulering van dopamine. Buiten het zenuwstelsel wordt neurotensine gevonden in de entero-endocriene cellen van de dunne darm waar het uitgescheiden wordt en samentrekken van de gladde spieren veroorzaakt.